# 李智塱
李智塱（1991年8月22日—），已退役的中国足球运动员，司职中场，曾经为中国国青队成员。

## 俱乐部生涯
李智塱出身于广州青年队，2010赛季被提升到广州恒大一线队。2010年4月25日，他在客场0比0逼平成都谢菲联的中甲联赛中上演职业生涯的处子秀。
广州队冲超后，李智塱机会寥寥，仅在2012赛季最后一轮主场对阵北京国安的比赛中上阵一次。2014年，他转会中乙球队梅州客家，翌年率队升上中甲，并成为主力球员。2022年，球队将开展中超首战之际，他退役并加入加入广州市足协05/06女足教练组。

## 国家队生涯
2009年6月，李智塱入选由宿茂臻执教的中国国青队，并参加了11月份举行的2010年亚青赛预赛，是球队的主力替补球员。2010年10月，李智塱入选中国国青队参加在山东淄博展开的2010年亚洲U19青年足球锦标赛，但国青队在八强战中不敌朝鲜，无缘世青赛。
李智塱也多次入选广东队参与省港杯足球赛。